# Star (702)
Star è il terzo ed ultimo album in studio del gruppo R&B 702, pubblicato per la Motown Records il 25 marzo 2003.

## Tracce
1. Let Your Hair Down – 2:46 (Briggs, Grinstead, Grinstead, Stewart, Williams)
2. Star – 4:04 (Thornton, Thornton, Williams) – (featuring Clipse)
3. Trouble – 3:29 (Bell, Boyce, Brown, Mickens, Smith, Thomas, Westfield, Winans)
4. Feelings – 3:41 (Briggs, Grinstead, Grinstead, Stewart, Williams)
5. Come & Knock on My Door – 4:04 (Briggs, DeBarge, Grinstead, Grinstead, Jordan, Stewart, Williams)
6. I Still Love You – 4:47 (Hugo, Williams)
7. Reality – 2:29 (Cottrell, Green, Walker, Winans)
8. Certified – 4:33 (Jones, Lewis, Stephens, Titi)
9. Places – 7:34 (Jones, Lewis, Stephens, Titi)
10. Stringing Me Along – 3:57 (Flowers)
11. No Way – 3:27 (Briggs, Grinstead, Grinstead, Stewart, Williams)
12. Blah Blah Blah Blah – 3:15 (Jackson-Jones, Jackson, Jackson, Jackson, Reynolds)
13. Betcha She – 3:32 (Austin, Bishop, Charley)
14. Better Day (Ghetto Girl) – 3:59 (Best, Evans, Grinstead, Grinstead, Newsome, Powell, Pugh, Walters, Williams)
15. Jealousy – 4:12 (Flowers)
16. I'm wit It – 4:17 (Ammen, Farrar, Russell)

## Singoli
1. Star (featuring Clipse) (pubblicato il 10 dicembre 2002)
2. Blah Blah Blah Blah (pubblicato il 28 gennaio 2003)
3. I Still Love You (pubblicato nel 2003)